# Charles Asselineau
Charles Asselineau fr: ʃa:ʀl aselino:, (ur. 13 marca 1820 w Paryżu, zm. 25 lipca 1874 w Châtel-Guyon) – literat francuski. W 1859 został bibliotekarzem byłej cesarskiej, później narodowej biblioteki w Paryżu. Artykuły swoje zamieszczał w dziennikach liberalnych, pisał monografie archeologiczne i literackie, jak np. "J. de Schelandre" (1854); "André Boulle" (1854), "Histoire du sonnet" (1855), "Charles Baudelaire" (1866); "Vie de Claire Clémence de Maillé-Brézé, princesse de Condé" (1872), "Les sept péchés capitaux de la littérature" (1872), "Bibliographie romantique" (1872).